# Sarcostoma
Sarcostoma es un género que tiene asignada cinco especies de orquídeas epífitas, de la tribu Podochileae de la familia (Orchidaceae).  Son endémicas de Malasia.

## Descripción
Los rizomas son cortos y ramificados, con tallos cortos teniendo  1-3 hojas apicales y una sola flor en la cima. Los sépalos laterales y el labio son   trilobados. Sarcostoma es similar a Dendrobium y especialmente a Ceratostylis.  Sin embargo, se distingue de este último género (en el que fue anteriormente incluido) por la falta de armas en la columna y por la presencia de 4 en lugar de 8 polinias.

## Taxonomía
El género fue descrito por Carl Ludwig Blume y publicado en Bijdragen tot de flora van Nederlandsch Indië 6: t. 5, f. 45. 1825

## Especies
- Sarcostoma borneense
- Sarcostoma brevipes
- Sarcostoma celebicum
- Sarcostoma javanica (Especie tipo)
- Sarcostoma subulatum